# Chirurgenknoop
Een chirurgenknoop (Engels: surgeon's knot, ook wel waterknoop) is een knoop die gebruikt wordt om een lijn strak te laten staan. Het is een variant van de platte knoop waarbij in het eerste deel een extra draai is gemaakt (afbeelding 1), waardoor hij niet slipt.
De knoop wordt of werd gebruikt:
- door chirurgen (voor het afsluiten van bloedvaten)
- door hengelaars
- door shibari-artiesten
- in halsbanden en armbanden.

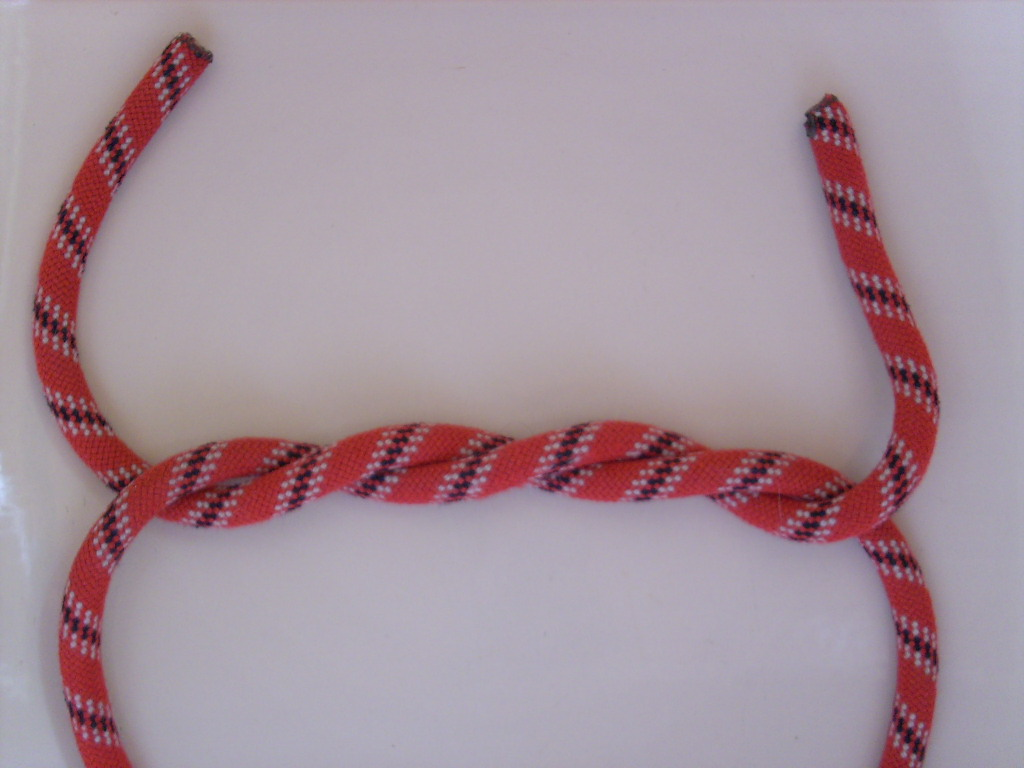
1
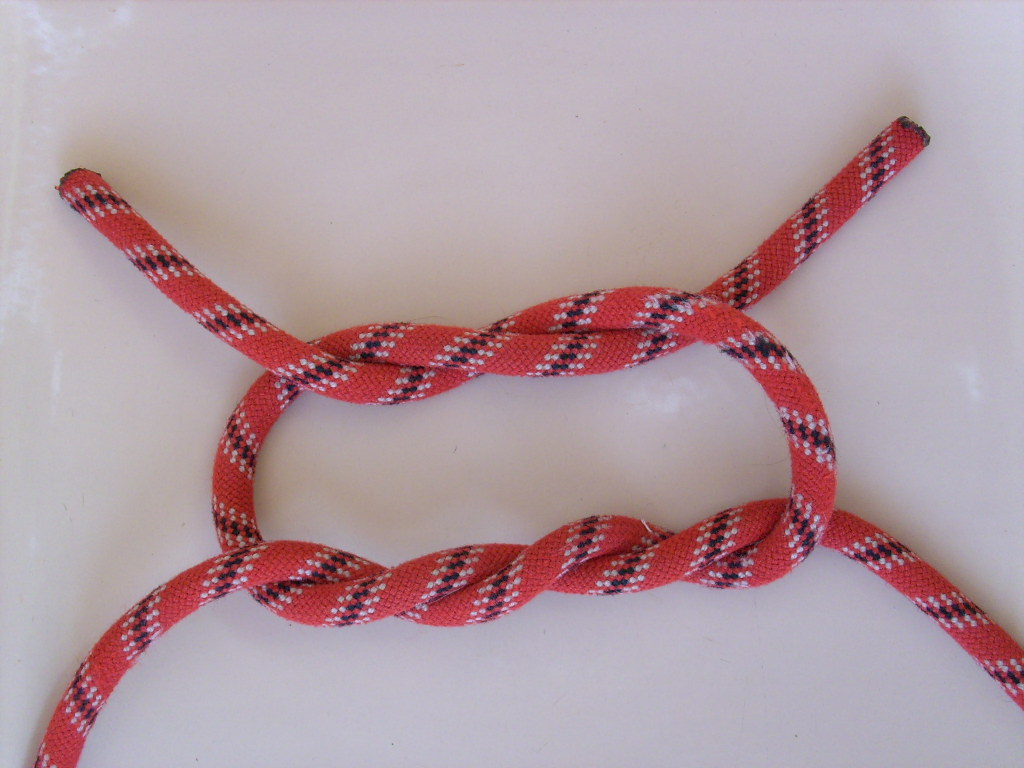
2
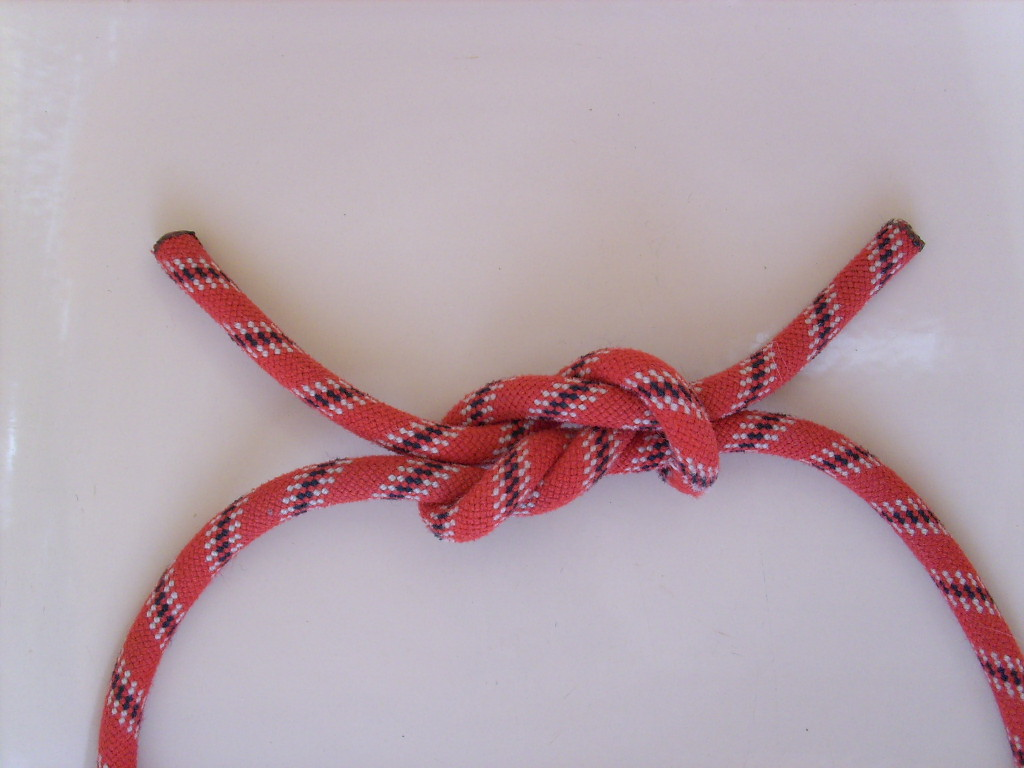
3